# Final Masquerade
„Final Masquerade” – ballada rockowa amerykańskiego zespołu Linkin Park, która została wydana 8 czerwca 2014 roku na singlu przez Warner Bros. Records. Piąty singel z albumu The Hunting Party.

## Lista utworów
- Digital download (8 czerwca 2014)[1]

1. „Final Masquerade” – 3:38

## Notowania na listach przebojów
| Kraj/Region      | Lista (2014)                | Najwyższa pozycja |
| ---------------- | --------------------------- | ----------------- |
| Węgry            | Single (track) Top 20 lista | 5                 |
| Portugalia       | Singles Top 50              | 22                |
| Nowa Zelandia    | Top 40 Singles              | 30                |
| Dania            | Tracklisten Top 40          | 34                |
| Hiszpania        | Top 50 Singles              | 35                |
| Australia        | Top 100 Singles             | 43                |
| Francja          | Top 200 Singles             | 45                |
| Belgia (Walonia) | Ultratop 50                 | 46                |
| Szwajcaria       | Singles Top 75              | 64                |
| Austria          | Singles Top 75              | 67                |
| Kanada           | Billboard Canadian Hot 100  | 85                |
| Niemcy           | Top 100 Singles             | 94                |
| Wielka Brytania  | Singles Top 200             | 106               |